# Blomberg (Landkreis Wittmund)
 For alternative betydninger, se Blomberg. (Se også artikler, som begynder med Blomberg)
Blomberg er en kommune i Samtgemeinde Holtriem i Landkreis Wittmund, i den nordvestlige del af den tyske delstat Niedersachsen.
Kommunen havde i 2013 knap 1.700 indbyggere og et areal på 12,80 kvadratkilometer. Blomberg grænser (med uret fra vest) til kommunen Neuschoo (ligeledes i Samtgemeinde Holtriem), kommunerne Moorweg og Dunum (begge i Samtgemeinde Esens) samt landsbyen Langefeld i bykommunen Aurich.
Blomberg opstod ved den preußiske kolonisation fra 1765. Fra 1972 har kommunen været en del af Samtgemeinde Holtriem.